# لوون آودیان
لوون آودیان (زادهٔ ۲۷ مهر ۱۳۱۱ خورشیدی، تبریز – درگذشته به ۱۳۹۰ تهران) طراح، گوهرشناس، جواهرساز و پیکره‌ساز بود.

## زندگی‌نامه
لوون آودیان در یک خانواده ارمنی در تبریز متولد شد آبا اجداد او از مهاجران شهر وان ترکیه بودند. او به همراه خانواده به تهران مهاجرت می‌کنند و برای تحصیل به دبیرستان البرز می‌رود. لوون آودیان برای تحصیل و مطالعه جواهر سازی در مؤسسه GIA رهسپار کالیفرنیا می‌شود، بعد از اتمام تحصیلات به تهران بازگشت و اقدام به تأسیس مغازه‌ای در خیابان فردوسی کرد. او تنها کسی بود که به عنوان کارشناس خزانه جواهرات بانک مرکزی ایران در روند تحقیق کانادایی‌ها در خزانه جواهرات همراه آنان بود. او برای اولین بار طرح تخت جمشید و هخامنشی را روی طلا به کار برد. تحت سرپرستی او یک گروه سه نفره از مسیحیان ارتدوکس از سوی ایران به دیدار ژان پل دوم رفتند. لوون آودیان تنها کارشناسی است که برای ارزیابی جواهرات حرم امام رضا دعوت شد، و با آقای محسن حسینی که به عنوان کاتب همراه او بود برای ارزیابی و شناسایی سنگ‌های قیمتی و جواهرات به حرم امام رضا عازم مشهد شدند.

## فعالیت‌ها
- پایه‌گذاری مؤسسه طلا ۱۳۲۹ ش. تهران
- پایه‌گذاری گالری طلا ۱۳۲۶ ش. تهران
- کارشناس ارشد خزانه جواهرات بانک مرکزی ایران
- عضو هیئت مؤسسان اتحادیه طلا، جواهر و استاندارد طلا در تهران
- پایه‌گذاری مؤسسه مطالعاتی وان واسپوراکان در ایران به منظور مطالعه تاریخ پنج هزار ساله وان و واسپوراکان از دوره اورارتوها به نیت آشنا ساختن ارمنیان با سرزمینشان که اکنون در تصرف ترکیه است.
- برگزاری کلاس‌های متعدد و رایگان طلا سازی و گوهرشناسی در تهران

## آثار
- نیم تاج یاقوت قرمز به سفارش خزانه جواهرات بانک مرکزی (موجود در ویترین شماره ۲۳ قطعه شماره ۸۴)
- تندیس ۱۸۰ سانتی‌متری عیسی مسیح و مریم مقدس ساخته شده از طلا و نقره که در سن ۳۵ سالگی ساخته و آن را به مادر خود تقدیم نموده
- ساخت جواهرات و ظروف طلا برای دیپلماتهای سرشناس، پادشاهان، ملکه‌ها و هنرپیشگان مشهور بین‌المللی
- ساخت بیش از ده نیم تنه و تندیس از اساطیر ارمنی

## جوایز و افتخارات
لوون آودیان بارها از سوی دولت جمهوری اسلامی ایران، بانک مرکزی، اتحادیه طلا و جواهر سازی، موزه ایران و باستان و موزه جواهرات ملی ایران آستان قدس رضوی به دلیل فعالیت‌های هنری خود مورد تقدیر و قدردانی قرار گرفته‌است.